# OARSI
La OARSI (Osteoarthritis Research Society International) es la principal organización internacional de científicos y profesionales de la salud enfocados en la prevención y el tratamiento de artrosis a través de la promoción y presentación de investigaciones, la educación y diseminación de nuevos conocimientos.  Es la única organización mundial dedicada a la Osteoartritis.

## Congreso Mundial sobre Osteoartritis
Cada año la OARSI celebra un congreso mundial sobre osteoarthritis.
| Año  | Congreso                                                                           | Ubicación                                                              |
| ---- | ---------------------------------------------------------------------------------- | ---------------------------------------------------------------------- |
| 2024 | 28º Congreso mundial sobre Osteoartritis                                           | Viena, Austria                                                         |
| 2023 | 27º Congreso mundial sobre Osteoartritis                                           | Denver, Estados Unidos                                                 |
| 2022 | 26º Congreso mundial sobre Osteoartritis                                           | Berlín, Alemania                                                       |
| 2021 | 25º Congreso mundial sobre Osteoartritis                                           | Debido a la pandemia de COVID-19 este congreso se celebró virtualmente |
| 2019 | 24º Congreso mundial sobre Osteoartritis                                           | Toronto, Canadá                                                        |
| 2018 | 23º Congreso mundial sobre Osteoartritis                                           | Liverpool, Reino Unido                                                 |
| 2017 | 22º Congreso mundial sobre Osteoartritis                                           | Las Vegas, Estados Unidos                                              |
| 2016 | 21º Congreso mundial sobre Osteoartritis                                           | Amsterdam, Países Bajos                                                |
| 2015 | 20º Congreso mundial sobre Osteoartritis                                           | Seattle, Estados Unidos                                                |
| 2014 | 19º Congreso mundial sobre Osteoartritis                                           | París, Francia                                                         |
| 2013 | 18º Congreso mundial sobre Osteoartritis                                           | Filadelfia, Estados Unidos                                             |
| 2012 | 17º Congreso mundial sobre Osteoartritis                                           | Barcelona, España                                                      |
| 2011 | 16º Congreso mundial sobre Osteoartritis                                           | San Diego, Estados Unidos                                              |
| 2010 | 15º Congreso mundial sobre Osteoartritis                                           | Bruselas, Bélgica                                                      |
| 2009 | 14º Congreso mundial sobre Osteoartritis                                           | Montréal, Canadá                                                       |
| 2008 | 13º Congreso mundial sobre Osteoartritis                                           | Roma, Italia                                                           |
| 2007 | 12º Congreso mundial sobre Osteoartritis                                           | Fort Lauderdale, Estados Unidos                                        |
| 2006 | 11º Congreso mundial sobre Osteoartritis                                           | Praga, República Checa                                                 |
| 2005 | 10º Congreso mundial sobre Osteoartritis                                           | Boston, Estados Unidos                                                 |
| 2004 | 9º Congreso mundial sobre Osteoartritis                                            | Chicago, Estados Unidos                                                |
| 2003 | 8º Congreso mundial sobre Osteoartritis                                            | Berlín, Alemania                                                       |
| 2002 | 7º Congreso mundial sobre Osteoartritis                                            | Sydney, Australia                                                      |
| 2001 | 6º Congreso mundial sobre Osteoartritis                                            | Washington D. C., Estados Unidos                                       |
| 2000 | 5º Congreso mundial sobre Osteoartritis                                            | Barcelona, España                                                      |
| 1999 | 4º Congreso mundial sobre Osteoartritis                                            | Viena, Austria                                                         |
| 1997 | 3º Congreso de la Sociedad Internacional para la Investigación de la Osteoartritis | Singapur, Singapur                                                     |
| 1994 | 2º Congreso de la Sociedad Internacional para la Investigación de la Osteoartritis | Orlando, Estados Unidos                                                |
| 1992 | 1º Congreso de la Sociedad Internacional para la Investigación de la Osteoartritis | París, Francia                                                         |

## Fuente
Organización OARSI, Estados Unidos.
- Datos: Q17623730